# Церква Святої Первомучениці Теклі (Малі Чорнокінці)
Церква Святої Первомучениці Теклі — парафія і храм греко-католицької громади Пробіжнянського деканату Бучацької єпархії УГКЦ у селі Малі Чорнокінці Чортківського районуТернопільської области.

## Історія церкви
Парафія та церква в Малих Чорнокінцях існували в лоні УГКЦ з XVIII століття. 2 листопада 1888 року парафію з канонічною візитацією відвідав перший Станиславівський єпископ Юліан Пелеш.
У 1905 році розпочалося будівництво кам'яної церкви, яке завершилося у 1908 році. Освячення храму за благословенням владики Григорія Хомишина провів Скальський декан о. Петро Міцковський. Дерев'яний храм, що стояв на цьому місці раніше, продали або передали до сіл Дубівки чи Швайківців. У 1913 році для храму придбали бічний престіл Святої Теклі, і парафія отримала відпуст у день її свята.
З 1946 по 1990 рік парафія перебувала в підпорядкуванні РПЦ. У 1953 році храм розписали, а у 1975-му встановили іконостас. У 1990 році парафія і церква повернулися до УГКЦ.
У 1994 році парафію відвідав та відправив архієрейську Святу Літургію уродженець села, владика Петро Стасюк — єпарх УГКЦ в Австралії.
При парафії діють такі спільноти:
- Братства «Матері Божої Неустанної Помочі» та «Апостольство молитви».
- Спільнота «Матері в молитві».
- Вівтарна та Марійська дружини.

## Парохи
- о. Юрій Лукасевич
- о. Еміліян Маркітич
- о. Іван Мокрилюк
- о. Теодор Гринина
- о. Іван Веселовський
- о. Григорій Филипов
- о. Петро Міцковський
- о. Іван Лабій (1889-?)
- о. Іван Палагіцький (1905—1915)
- о. Епіфаній Теодорович
- о. Євстахій Теодорович
- о. Павло Кришталович
- о. Ярослав Матвіїв
- о. Степан Дармограй
- о. Теодор Лопушинський
- о. Іван Чиж
- о. Володимир Романишин
- о. Павло Мисак
- о. Михайло Левкович
- о. Роман Гончарик
- о. Мирон Драбик
- о. Роман Гончарик (1990—1995)
- о. Василь Семків (1995—1998)
- о. Зиновій Пасічник (1998—1999)
- о. Віталій Паламар (від 1999 — адміністратор, а з 2006 — парох парафії донині)